# United Pictures Corporation
United Pictures Corporation  a fost o companie de producție americană de film la jumătatea anilor 1960, care s-a specializat în producția a nouă filme de acțiune și science fiction, filmate economic, astfel încât produsele lor să fie vizionate atât în cinematografe cât și la televiziune. Organizația a devenit parte a Commonwealth United Entertainment, care și-a lansat filmele în cinematografe. 

## Istorie
În 1966, United Pictures Corporation (UPC) a fost creată pentru a produce filme de lung metraj pentru a fi transmise în principal în rețelele de televiziune, compania a fost finanțată inițial de firme petroliere canadiene. Compania a crezut că un produs bine montat, cu nume recunoscute în distribuție, realizat la un preț modest, ar aduce un profit rezonabil companiei de producție numai prin lansarea acestora pe piețele de televiziune. În acel moment, filme de lung metraj filmate în culori erau căutate cu nerăbdare ca să fie prezentate pe televizor, spre deosebire de întârzierile mari la premiera TV a filmelor alb-negru. Majoritatea materialelor au cuprins subiecte populare ca filme science fiction și cu spioni și au prezentat actori recunoscuți și experimentați, ale căror nume încă mai aveau puterea de a se bucura atât de audiență cât și de finanțarea filmului. 
Consiliul de conducere al UPC cuprindea patru persoane. Regizorul Francis D. Lyon a fost responsabil de producție și a regizat cinci dintre cele nouă filme ale sale. Earle Lyon, care nu avea nicio legătură cu Francis, a fost numit producător executiv. Cei doi Lyon s-au întâlnit în timpul producerii seriei de televiziune Tales of Wells Fargo. Fred Jordan a acționat în calitate de producător executiv, în timp ce Edmund Baumgarten, un fost agent bancar al Bank of America și fost președinte al Regal Pictures, a condus afacerile companiei.  Ca scenariști, UPC a angajat pe Charles A. Wallace, care a scris patru filme UPC și scriitorul de science fiction, Arthur C. Pierce, care a scris alte patru filme UPC. Paul Dunlap a compus muzica pentru șapte filme. Directorul de imagine Alan Stensvold a contribuit din această poziție șase dintre filmele lor. Paul Sylos a fost director artistic pentru șase dintre filmele lor, Roger George a oferit efecte speciale pentru cinci filme, Robert S. Eisen a editat cinci. UPC a folosit mai multe persoane care au lucrat pentru Republic Pictures ; Franklin Adreon, care a regizat două filme UPC, R. G. Springsteen, care a regizat unul și cascadorul Dale Van Sickel. 
Inițial, UPC și-a propus să-și distribuie propriile filme, însă susținătorii financiari ai UPC au avut ocazia să reducă și să redistribuie costurile prin acceptarea unei înțelegeri de distribuție și a unor finanțări din partea Harold Goldman Associates, în schimbul unui procent din profiturile companiei Goldman. Goldman a creat National Telefilm Associates la mijlocul anilor 1950. În afară de faptul că a fost oferit  filme de categoria B pentru cinematografele americane, UPC a furnizat filmele pentru schimburile de filme militare americane și pentru eliberarea cinematografică de peste hotare. Toate filmele, în afară de primul film produs de UPC, Castelul Răului, au fost vândute rețelei de televiziune americană CBS. 
Primele filme Castle of Evil și Destination Inner Space au fost filmate în paisprezece zile în 1966, iar Lyon a declarat: "Nu recomand această abordare în grabă ca o practică, pentru că va avea de suferit calitatea".

## Filmografie
- Castle of Evil (1966)
- Destination Inner Space (1966)
- Cyborg 2087 (1966)
- Dimension 5 (1966)
- The Money Jungle (1967)
- 7 pistole per un massacro (1967)
- Two Crosses at Danger Pass (1967)
- The Destructors (1968)
- Panic in the City (1968)
- The Girl Who Knew Too Much (1968)
- Tiger by the Tail (1970)